# Шнайдерхайнце-Штёкель, Аня
Аня Шнайдерхайнце-Штёкель (нем. Anja Schneiderheinze-Stöckel; род. 8 апреля 1978, Эрфурт) — немецкая бобслеистка, выступающая за сборную Германии с 2001 года. Чемпионка Турина, обладательница золотых медалей чемпионатов мира и Европы.

## Биография
Аня Шнайдерхайнце родилась 8 апреля 1978 года в городе Эрфурт, Тюрингия, там провела детство и окончила старшие классы школы. Уже с юных лет увлеклась конькобежным спортом, приняла участие в двух юношеских чемпионатах мира, однако в 2001 году сделала выбор в пользу бобслея и в качестве разгоняющей присоединилась к национальной команде.
Основные успехи профессиональной карьеры Шнайдерхайнце связаны с партнёршей-пилотом Сандрой Кириасис, вместе они взяли серебро на чемпионате мира 2004 года в Кёнигсзее, а в 2005-м стали обладательницами золотых медалей мирового первенства в Калгари. На волне успеха девушки отправились защищать честь страны на Олимпийские игры в Турин и завоевали там золото. Впоследствии Шнайдерхайнце решила пилотировать экипажи самостоятельно и создала собственную бобслейную команду, однако существенных побед им добиться так и не удалось. Сейчас соревнуется в паре с разгоняющей Кристин Зенкель.
В 2014 году Шнайдерхайнце побывала на Олимпийских играх в Сочи, где финишировала десятой в программе женских двухместных экипажей.